# Niedersächsisches Krankenhausgesetz
Das Niedersächsisches Krankenhausgesetz wurde am 28. Juni 2022 vom Niedersächsische Landtag in seiner 139. Sitzung ohne Gegenstimmen als Gesetz zur Neufassung des Niedersächsischen Krankenhausgesetzes beschlossen. Die Regelungen des Gesetzes gelten ganz überwiegend seit dem 1. Januar 2023.
Es regelt die Förderung der Krankenhäuser in Niedersachsen. Weiterhin regelt es die Einrichtung von Gremien und die Nutzung bestimmter Instrumente zur Steigerung der Patientensicherheit im Krankenhaus und für eine zukunftssichere qualitativ hochwertige Krankenhauslandschaft. Es ersetzte das Niedersächsische Krankenhausgesetz aus dem Jahr 2012 und das frühere Niedersächsische Gesetz zum Bundesgesetz zur wirtschaftlichen Sicherung der Krankenhäuser und zur Regelung der Krankenhauspflegesätze (Nds. KHG) vom 12. Juli 1973 (Nds. GVBl. S. 231), das in den darauffolgenden Jahren bis Ende 2011 zahlreiche Neufassungen erhielt. Die Finanzierungsmittel für die Förderung von Investitionskosten beziehen sich dabei wie bei anderen Landesgesetzen auch auf § 9 Abs. 1 des Krankenhausfinanzierungsgesetzes (KHG), siehe auch Duale Finanzierung.
Als Ausführungsgesetz zum Krankenhausfinanzierungsgesetz des Bundes regelte das Niedersächsische Krankenhausgesetz zunächst vor allem Aspekte der Krankenhausplanung und Investitionskostenförderung. Gemeinsam mit der kommunalen Ebene finanziert das Land die investiven Maßnahmen der Krankenhäuser durch so genannte Bettenpauschalen und die direkte Förderung intensiver Einzelmaßnahmen. Die Betriebskosten der Krankenhäuser werden dagegen im Wesentlichen von den Gesetzlichen Krankenversicherungen durch Fallpauschalen, so genannte DRGs finanziert.
Der Fachkräftemangel in der Medizin, in den Gesundheitsberufen einschließlich Pflege erfordert zeitnah strukturelle Weiterentwicklungen, um eine qualitativ hochwertige, flächendeckende und bedarfsgerechte Gesundheitsversorgung sicherzustellen.

## Inhalt
Kern des neuen Niedersächsischen Krankenhausgesetzes ist die Umsetzung der Ergebnisse der Enquetekommission „Sicherstellung der ambulanten und stationären medizinischen Versorgung in Niedersachsen - für eine qualitativ hochwertige und wohnortnahe medizinische Versorgung“, die sich von Januar 2019 bis Februar 2021 in mehr als 60 Sitzungen intensiv mit den aktuellen Herausforderungen der Gesundheitsversorgung befasst hat. Mit der Neufassung des Niedersächsischen Krankenhausgesetzes wurde ein moderner und gleichzeitig innovativer Rechtsrahmen für die stationäre und sektorenübergreifende medizinische Versorgung geschaffen, denn die Versorgungsregionen können zukünftig besser an den reellen Bedarfen ausgerichtet werden.
Mit dem Gesetz werden folgende wesentliche Elemente der Empfehlungen der Enquetekommission umgesetzt: Niedersachsen wird in acht statt bisher vier Versorgungsregionen gegliedert. Das bedeutet eine stärker auf die Regionen ausgerichtete Krankenhausplanung, um die wohnortnahe Versorgung dauerhaft sicherzustellen. In jeder der acht neuen Versorgungsregionen wird es zu den Einrichtungen der Grund- und Regelversorgung mindestens einen Schwerpunkt- oder Maximalversorger geben. In jeder Region werden die einzelnen Allgemeinkrankenhäuser je nach Leistungsportfolio in drei Versorgungsstufen eingeteilt:
1. Krankenhäuser der Grund- und Regelversorgung
2. Krankenhäuser der Schwerpunktversorgung
3. Krankenhäuser der Maximalversorgung

Mit dem NKHG wurde die gesetzliche Befugnis zur Herausnahme von Krankenhäusern aus dem Krankenhausplan geschaffen, wenn die Voraussetzungen für die Aufnahme nicht oder nicht mehr vorliegen. Zudem wird die Kooperation zwischen den Krankenhäusern und zwischen stationärem und ambulantem Bereich gestärkt. Die Etablierung von regionalen Gesundheitszentren als sektorenübergreifendes Versorgungsmodell ist möglich. Die Notfallversorgung wird gestärkt und die intensivmedizinischen Behandlungskapazitäten und Isolationsmöglichkeiten für infektiöse Patientinnen und Patienten werden ausgebaut.
Daneben enthält das Gesetz weitere Regelungen für:
- Verbesserungen für Patientinnen und Patienten mit Demenz oder Behinderung
- Stärkung von Patientenschutz und Patientensicherheit durch Regelungen zum Aufnahme- und Entlassmanagement sowie durch Ausweitung der Befugnisse der Krankenhausaufsicht
- Zwei-Bett-Zimmer als Standard bei geförderten Baumaßnahmen
- Meldepflichten über die aktuelle Belegungssituation zur Bewältigung von Krisen und Pandemien

## Historie
Das zuvorige Krankenhausgesetz in Niedersachsen wurde von der CDU / FDP-Landesregierung bereits 2009 mit der Überschrift „Neuordnung der Förderung von Investitionen im Krankenhausbereich“ im Landtag eingebracht und ist zuletzt 2011 im Sozialausschuss endgültig beraten worden. Der Niedersächsische Landtag hat dann am 19. Januar 2012 das neue Gesetz beschlossen. Das Landesgesetz soll den veränderten Rahmenbedingungen bei Krankenhäusern Rechnung tragen. Dabei wurde eine neue Regelung zur Pauschalförderung nach § 9 Abs. 3 Krankenhausfinanzierungsgesetz (Pauschalmittel) ein Schwerpunkt des Gesetzes.
Neben der Grundförderung der Krankenhäuser nach dem im Krankenhausplan vorgesehenen Planbettenzahl sollte damit nicht nur eine rein bettenorientierte Förderung des Landes an die Krankenhäuser gezahlt werden, sondern auch von einer neuen zusätzliche leistungsbezogene Förderung abhängig sein. Die leistungsbezogen Förderung orientiert sich dabei an die Entwicklung der Fallzahlen und auf besonders kostenintensive Leistungsbereiche einer Klinik. Für die Wiederbeschaffung von Anlagegütern mit einer durchschnittlichen Nutzungsdauer von mehr als drei und bis zu 15 Jahren (kurzfristige Anlagegüter) sowie für kleine bauliche Maßnahmen, bei denen die vorauskalkulierten förderungsfähigen Anschaffungs- oder Herstellungskosten für das einzelne Vorhaben durch die am 15. November 2012 verabschiedete Verordnung über die pauschale Förderung nach dem Niedersächsischen Krankenhausgesetz (NKHG-FörderVO) festgesetzte Wertgrenze (derzeit 150.000 Euro) nicht übersteigen.
Die Pauschalförderung setzt sich zusammen aus einer Grundpauschale (kann ggf. bei besonders hohen Vorhaltekosten erhöht werden) nach der Zahl der Planbetten und der teilstationären Plätze und nach einer Leistungspauschale, die insbesondere die Zahl der stationär behandelten Personen und den Werteverzehr des Anlagevermögens berücksichtigt. Krankenhäuser können zudem einen Zuschlag zur Förderung notwendiger Investitionen für Ausbildungsstätten (bspw. Krankenpflegeschulen) nach § 2 Nr. 1 a KHG erhalten.
Die niedersächsischen Landkreise und kreisfreien Städte haben zudem die Sicherstellung der Krankenhausversorgung der Bevölkerung als Aufgabe des eigenen Wirkungskreises nach Maßgabe des Krankenhausplans und der Aufbringung der Finanzierungsmittels sicherzustellen, soweit die Krankenhausversorgung nicht durch andere Träger gewährleistet wird.
Zudem stellt das Niedersächsische Krankenhausgesetz auch Rahmenbedingungen zur Aufstellung von Alarm- und Einsatzplänen und Notfallplänen vor.
Erst im Jahr 2015 ist die Patientensicherheit durch die Mordserien in den Kliniken in Delmenhorst und Oldenburg, die durch den verurteilten Pfleger Niels H. Mitte 2000 begangen worden sind, verstärkt in den Fokus getreten. Entsprechende Gesetzesänderungen zur Erhöhung der Patientensicherheit wurden am 24. Oktober 2018 vom Niedersächsischen Landtag einstimmig beschlossen.

## Planungsausschuss
Entscheidendes mitwirkendes Gremium beim Niedersächsischen Ministerium für Soziales, Frauen, Familie, Gesundheit und Integration ist nach § NKHG ein Planungsausschuss. Dieser berät das Fachministerium in Fragen der Krankenhausplanung und bei der Aufstellung des Investitionsprogramms.
| Mitglieder im Planungsausschuss beim Ministerium (nach § 3 NKHG als unmittelbare Beteiligte gemäß § 7 Abs. 1 Satz 2 KHG sowie zusätzlich durch das Landesrecht) |
| --- |
| Arbeitsgemeinschaft der kommunalen Spitzenverbände Niedersachsens (Niedersächsischer Städte- und Gemeindebund (NSGB), Niedersächsischer Landkreistag (NLT), Niedersächsischer Städtetag (NST)) |
| Niedersächsische Krankenhausgesellschaft (NKG), Landesverband der Deutschen Krankenhausgesellschaft (DKG) |
| Verbände der gesetzlichen Krankenkassen in Niedersachsen AOK Niedersachsen, Innungskrankenkasse (IKK), Betriebskrankenkasse (BKK) Landesverband Mitte, Knappschaft, Landwirtschaftliche Krankenkasse (LKK) Niedersachsen-Bremen und Verband der Ersatzkassen (vdek)                                             |
| Deutsche Gesetzliche Unfallversicherung (DGUV) – Landesverband Nordwest - |
| Landesausschuss des Verbands der privaten Krankenversicherung (PKV) |
| Christlicher Gewerkschaftsbund Deutschlands (CGB) Landesverband Niedersachsen |
| DBB Beamtenbund und Tarifunion Landesbund Niedersachsen |
| Deutscher Gewerkschaftsbund (DGB) Landesbezirk Niedersachsen – Bremen – Sachsen-Anhalt |
| Landesarbeitsgemeinschaft der Freien Wohlfahrtspflege in Niedersachsen (Arbeiterwohlfahrt (AWO), Deutscher Caritasverband, Deutscher Paritätischer Wohlfahrtsverband, Deutsches Rotes Kreuz (DRK), Diakonie Deutschland – Evangelischer Bundesverband, Zentralwohlfahrtsstelle der Juden in Deutschland (ZWST)) |
| Psychotherapeutenkammer Niedersachsen |
| Unternehmerverbände Niedersachsen (UVN) (unter anderem gehören hierzu die Mitgliedsverbände Bauindustrieverband Niedersachsen-Bremen e.V. und der Verband der Freien Berufe im Lande Niedersachsen e.V.) |
| Marburger Bund – Verband der angestellten und beamteten Ärztinnen und Ärzte Deutschlands e. V. |

| Beratende Mitglieder im Planungsausschuss beim Ministerium                                                      |
| --- |
| Niedersächsisches Ministerium für Wissenschaft und Kultur (MWK) als zuständiges Ministerium für die Hochschulen |
| Ärztekammer Niedersachsen                                                                                       |
| Kassenärztliche Vereinigung (KV) Niedersachsen                                                                  |

## Struktur
Erster Teil
Allgemeine Vorschriften
Zweiter Teil
Krankenhausplanung
Aufnahme in den Krankenhausplan
Ausscheiden aus dem Krankenhausplan
Dritter Teil
Förderung
Vierter Teil
Notfallversorgung, Meldepflichten
Fünfter Teil
Patientenschutz und Patientensicherheit
Sechster Teil
Aufsicht
Siebter Teil
Datenverarbeitung
Achter Teil
Verordnungsermächtigung und Ordnungswidrigkeiten

## Kritik
Helmut Fricke, Direktor der Niedersächsischen Krankenhausgesellschaft (NKG), kritisierte in der Ärztezeitung vom 2. Februar 2012 das neue Krankenhausgesetz: „Die Fördermittel sollen nach DRG-Bewertungsrelationen bemessen werden. Aber diese ändern sich ständig und sind erst jeweils nach zwei Jahren verfügbar“. Besser wäre es aus seiner Sicht gewesen, „nach Fachrichtungen fest Verhältniszahlen heranzuziehen.“

## Krankenhausinvestitionsprogramm 2012
Das niedersächsische Investitionsprogramm 2012 nach § 6 KHG:
| Krankenhaus                                                              | Standort               | Investitionsmaßnahme | Summe in Euro |
| ------------------------------------------------------------------------ | ---------------------- | --- | ------------- |
| Agaplesion Ev. Klinikum Schaumburg                                       | Obernkirchen           | Neubau Zentralkrankenhaus aus den bestehenden Kreiskrankenhäusern in Rinteln und Stadthagen und das Krankenhaus Bethel in Bückeburg, 2. FA                           | 19.800.000    |
| HELIOS Albert-Schweitzer-Klinik Northeim                                 | Northeim               | Ersatzneubau 3. FA | 10.000.000    |
| Alexianer St. Ansgar-Klinik Bassum                                       | Bassum                 | Neubau Psychiatrie-Psychosomatik 2. Bauabschnitt 3. FA | 7.000.000     |
| Elbe Kliniken Stade-Buxtehude (Elbe-Heide-Krankenhausverbund)            | Buxtehude              | Neu- und Umbau Funktionstrakt, Zentrale Notaufnahme, Intensivstation, OP 1. Bauabschnitt 2. FA                                                                       | 6.500.000     |
| Klinikum Osnabrück                                                       | Osnabrück-Westerberg   | Einhäusigkeit, Zusammenführung Geriatrie und Frührehabilitation (ZGF) 3. FA                                                                                          | 6.500.000     |
| Niels-Stensen-Kliniken Franziskus-Hospital Harderberg                    | Georgsmarienhütte      | Neustrukturierung der Pflege, Intermediate Care, Interdisziplinäre Aufnahme 3. FA                                                                                    | 6.000.000     |
| Elbe Kliniken Stade-Buxtehude (Elbe-Heide-Krankenhausverbund)            | Stade                  | Neu- und Umbau Funktionstrakt, Zentrale Notaufnahme, Intensivstation, Intermediate Care, OP 1. Bauabschnitt 2. FA                                                    | 5.000.000     |
| KRH Klinikum Nordstadt (Klinikum Region Hannover)                        | Hannover-Nordstadt     | 4. NT Neubau Chirurgie 1. Bauabschnitt 2. FA | 5.000.000     |
| Klinikum Wahrendorff                                                     | Celle                  | Neubau Psychiatrie und Psychosomatik am Allgemeinen Krankenhaus Celle (AKH)                                                                                          | 4.000.000     |
| Klinikum Oldenburg                                                       | Oldenburg              | Neustrukturierung und Sanierung des Zentral-OP 3. FA | 4.000.000     |
| St. Marienhospital Vechta (Katholische Kliniken Oldenburger Münsterland) | Vechta                 | Gesamtsanierung Krankenhaus 4. Bauabschnitt 3. FA | 4.000.000     |
| Klinikum Gifhorn (Rhön-Klinikum)                                         | Gifhorn                | Abschluss der Umstrukturierung | 3.600.000     |
| BDH-Klinik Hessisch Oldendorf (Neurologische Klinik)                     | Hessisch Oldendorf     | Erweiterung der Intensivpflege 2. FA | 3.600.000     |
| Städtisches Klinikum Braunschweig                                        | Braunschweig           | Betriebsstellenzusammenführung 3 auf 2 Standorte 2. Bauabschnitt 1. FA                                                                                               | 3.400.000     |
| Sophien-Klinik Hannover                                                  | Hannover-Mitte         | Neukonzeption Sophien-Klinik 1. FA | 3.000.000     |
| Krankenhaus Winsen (Elbe-Heide-Krankenhausverbund)                       | Winsen (Luhe)          | Kooperation im Landkreis Harburg – Neubau Funktionstrakt 1. FA | 3.000.000     |
| Kinderhospital Osnabrück                                                 | Osnabrück-Nahne        | Ausbau der Kinder- und Jugendpsychiatrie 1. FA | 3.000.000     |
| Inselkrankenhaus Borkum (Klinikum Leer)                                  | Borkum                 | Neubau Gesundheitszentrum | 2.800.000     |
| St.-Bonifatius-Hospital (St.-Bonifatius-Hospitalgesellschaft)            | Lingen (Ems)           | Sanierung Funktionsbereich und Neubau Pflegebereich 2. Bauabschnitt 3. FA                                                                                            | 2.500.000     |
| St.-Marien-Stift (Corantis-Kliniken)                                     | Friesoythe             | Neubau eines Bettenhauses 2. FA | 2.500.000     |
| Allgemeines Krankenhaus Celle (AKH-Gruppe)                               | Celle                  | Zentralisierung OP-Abteilung und Pflege 1. FA | 2.000.000     |
| Nordwest-Krankenhaus Sanderbusch (Friesland-Kliniken)                    | Sande (Friesland)      | Notaufnahme und Zentrale Funktionsdiagnostik, Stroke Unit 3. FA | 2.000.000     |
| Vinzenzkrankenhaus Hannover                                              | Hannover-Kirchrode     | Sanierung Funktionstrakt 3. Bauabschnitt, 1. TA, 3. FA | 1.800.000     |
| Hümmling-Krankenhaus Sögel (St.-Bonifatius-Hospitalgesellschaft)         | Sögel                  | Neustrukturierung OP-Bereich 2.BA 1. FA | 1.500.000     |
| Evangelisches Krankenhaus Göttingen-Weende                               | Göttingen-Weende       | Neubau von zwei Pflegestationen und Funktionsbereich, Umsetzung der Einhäusigkeit 1. FA                                                                              | 1.400.000     |
| KRH Klinikum Lehrte (Klinikum Region Hannover)                           | Lehrte                 | BeispielUmstrukturierung OP-Bereich/Aufwachraum/Intensivpflege 2. FA                                                                                                 | 1.300.000     |
| Burghof-Klinik Rinteln                                                   | Stadthagen             | Errichtung einer Tagesklinik in Stadthagen | 1.250.000     |
| Agaplesion Diakonieklinikum Rotenburg                                    | Rotenburg (Wümme)      | Einrichtung einer Palliativstation und Ausbau der Psychosomatik 1. FA                                                                                                | 1.200.000     |
| Kinderkrankenhaus auf der Bult (Stiftung Hannoversche Kinderheilanstalt) | Hannover-Südstadt-Bult | Sanierungen der Pflegestationen 1. FA | 1.000.000     |
| Klinikum Leer                                                            | Leer (Ostfriesland)    | Ausbau der Kinderklinik 3. FA | 1.000.000     |
| Klinik Dr. Hancken                                                       | Stade                  | Neubau der Abklinganlage Nuklearmedizin 2. FA | 750.000       |
| Mehrere Kliniken                                                         |                        | Pauschalansatz für Notmaßnahmen, kleine Baumaßnahmen, Erstanschaffung medizinisch-technischer Großgeräte und Mehrkosten für in Vorjahren in das Investitionsprogramm | 7.600.000     |
| Gesamt                                                                   |                        | | 128.000.000   |